# Avery Creek, North Carolina
Avery Creek, North Carolina (енгл. Avery Creek) насељено је место без административног статуса у америчкој савезној држави Северна Каролина.

## Демографија
По попису из 2010. године број становника је 1.950, што је 545 (38,8%) становника више него 2000. године.
| Група             | 2000.         | 2010.         |
| Белци             | 1.323 (94,2%) | 1.675 (85,9%) |
| Афроамериканци    | 41 (2,9%)     | 61 (3,1%)     |
| Азијати           | 7 (0,5%)      | 79 (4,1%)     |
| Хиспаноамериканци | 19 (1,4%)     | 86 (4,4%)     |
| Укупно            | 1.405         | 1.950         |